# 四氟化二硫
四氟化二硫，又称1,1,1,2-二氟二硫烷 1,1-二氟化物或二氟二硫烷二氟化物，化学式FSSF3，是一种不稳定的硫的氟化物。四氟化二硫有两个硫原子，其中一个连接一个氟原子，另一个连接三个氟原子。它不寻常的地方在于所有的硫-氟键键长都不一样。它的键能也不与键长相关。四氟化二硫可以看作四氟化硫的一个氟原子变成 S-F基团的化合物。

## 结构
在下表中，连接三个氟原子的硫原子被记为Shyp（超价硫），另一个硫原子则是Stop。Ftop是连接Stop的氟原子。在超价硫连接的三个氟原子中，Fcis是离Ftop最近的氟原子，而Ftrans则离得最远。剩下的那个氟原子就是Feq。
Carlowitz在1983年首次描述了四氟化二硫的结构。
| 原子1  | 原子2 | 键长 Å | 键解离能 kcal/mol | 离S-S轴的键角 ° |
| ------ | ----- | ------ | ----------------- | --------------- |
| Ftop   | Stop  | 1.62   | 86.4              | 105             |
| Fcis   | Shyp  | 1.67   | 102.1             | 76              |
| Ftrans | Shyp  | 1.77   | 97.8              | 92              |
| Feq    | Shyp  | 1.60   | 86.7              | 106             |
| Stop   | Shyp  | 2.08   |                   |                 |

## 反应
2SF2 ⇌ FSSF3的二聚反应是可逆的。它也会歧化：SF2 + FSSF3 → FSSF + SF4。一个支链反应会产生 F3SSSF3。 氟化氢通过形成HSF中间体，可催化四氟化二硫歧化成硫和四氟化硫的反应。当FSSF3 分解时，Fcis 会和 Stop 形成新的键，S-S 则会断裂。作为气体，在完全清洁的条件下，FSSF3 的半衰期为10小时。它歧化成 SSF2 和SF4的反应可以被金属氟化物催化，反应时间短于一秒。然而，它在 -196°C 下是稳定的。
对称的异构体 F2SSF2预测能量比FSSF3高15.1 kcal/mol。
FSSF3很容易水解。
FSSF3会自发和氧气反应，形成氟化亚砜，也是唯一不需要任何帮助即可完成反应的硫的氟化物。
FSSF3在高温下和铜反应，形成氟化铜和硫化铜。

## 生成
SF3SF 可以在低压（10mm）下用SCl2蒸汽流过加热到150 °C的氟化钾或氟化汞。副产物包括 FSSF、SSF2、SF4、SF3SCl和 FSSCl。 SF3SCl 可以通过汞分离。剩下的化合物需要通过低温蒸馏分离。SF3SF 在 -50 °C下会蒸馏出来。
少量的SF3SF 可以由氟化银和硫反应，或是光解二氟化二硫和 SSF2而成。它也可以由二氟化硫二聚而成。

## 性质
FSSF3的核磁共振谱线有四个波段，每个波段在 -53.2, -5.7, 26.3 和204.1 ppm处有八条线。
FSSF3 在固态和 -74 °C以下的液态稳定，可溶于其它硫的氟化物。这和只能以稀气体稳定存在的SF2形成对比。
FSSF3 的红外振动带位于 810、678、530、725和 618(S-S) cm−1。

## 相关化合物
FSSSF3有相似的结构，但有多一个硫原子。四氟硫化硫 S=SF4可能以气体存在。它在能量上比 FSSF3 不有利 37kJ/mol，但具有 267kJ/mol 的高能垒。不过它会迅速歧化成硫和四氟化硫。其它已知的硫的氟化物包括二氟化硫、四氟化硫、六氟化硫、二氟化二硫、十氟化二硫、硫代氟化亚砜、二氟三硫烷和二氟四硫烷。Ftop 原子可以被 Cl替换，形成ClSSF3。

## 扩展阅读
- Lindquist, Beth A.; Engdahl, Alaina L.; Woon, David E.; Dunning, Thom H. . The Journal of Physical Chemistry A. 30 October 2014, 118 (43): 10117–10126. Bibcode:2014JPCA..11810117L. doi:10.1021/jp5085444.
- Lösking, O.; Willner, H.; Baumgärtel, H.; Jochims, H. W.; Rühl, E. . Zeitschrift für anorganische und allgemeine Chemie. November 1985, 530 (11): 169–177. doi:10.1002/zaac.19855301120 （德语）. What happens when irradiated by ultraviolet photons.
- Henry, Rzepa. . Henry Rzepa. 12 September 2013  [9 November 2016]. （原始内容存档于2021-08-16）. animation of dissociation
- Extance, Andy. . Chemistry World. 12 September 2013  [9 November 2016]. （原始内容存档于2020-10-23）.